# Keiji Ishizuka
Keiji Ishizuka (Kyoto, 26 augustus 1974) is een voormalig Japans voetballer.

## Carrière
Keiji Ishizuka speelde tussen 1993 en 2003 voor Tokyo Verdy, Consadole Sapporo, Kawasaki Frontale en Nagoya Grampus Eight.